# Royer
Royer é uma comuna francesa na região administrativa de Borgonha-Franco-Condado, no departamento Saône-et-Loire. Estende-se por uma área de 5,89 km². Em 2010 a comuna tinha 132 habitantes (densidade: 22,4 hab./km²).